# Tullio Bozza
Tullio Bozza, född 3 februari 1891 i Neapel, död 13 februari 1922 i Neapel, var en italiensk fäktare.
Bozza blev olympisk guldmedaljör i värja vid sommarspelen 1920 i Antwerpen.